# Pfarrkirche Maria Enzersdorf-Südstadt

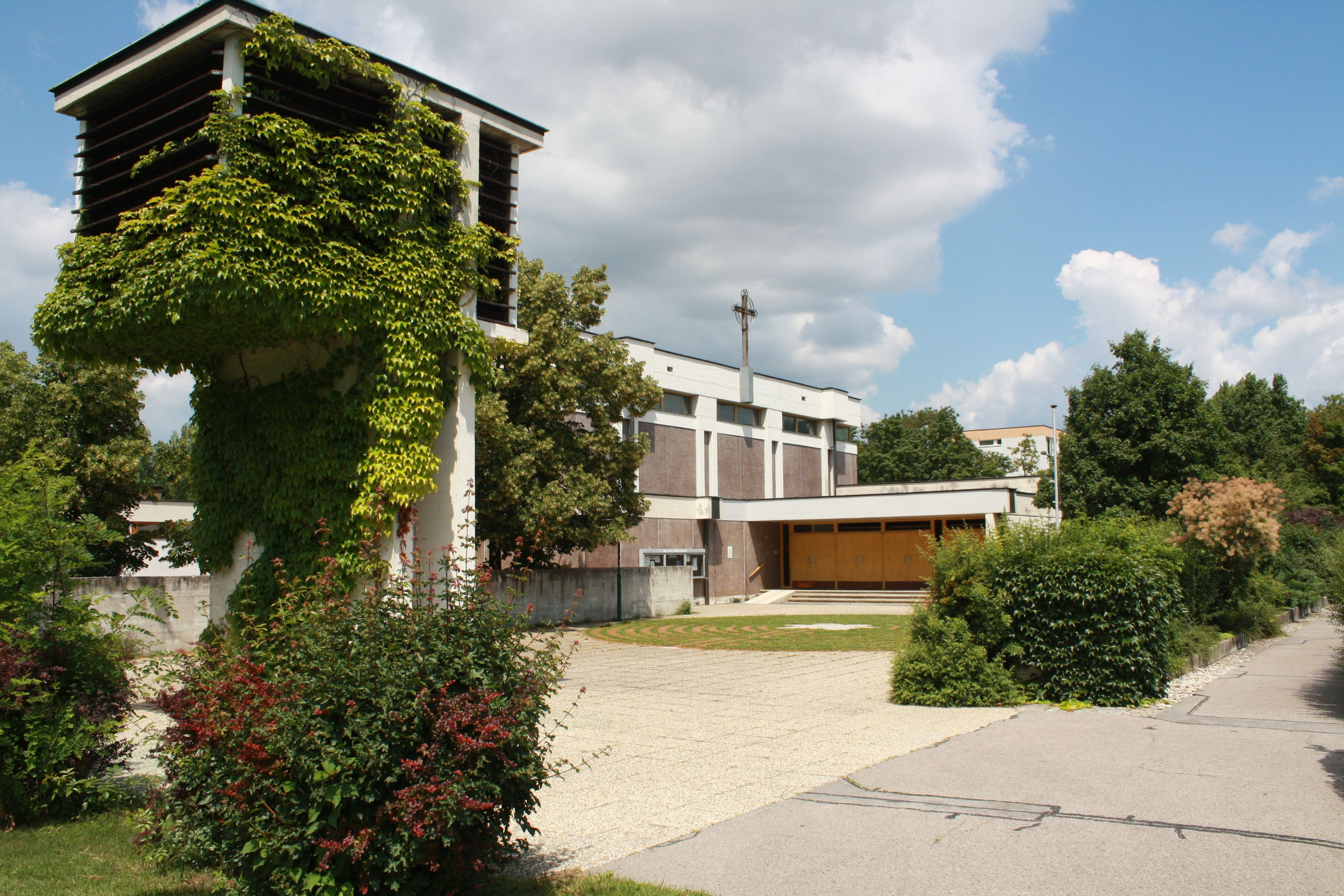
Katholische Kirche Hl. Geist in der Südstadt

Die römisch-katholische Pfarrkirche Südstadt steht im Ortsteil Südstadt der Gemeinde Maria Enzersdorf  im Bezirk Mödling in Niederösterreich. Die dem Patrozinium Heiligen Geist unterstellte Pfarrkirche gehört zum Dekanat Mödling im Vikariat Unter dem Wienerwald der Erzdiözese Wien. Das Bauwerk steht unter Denkmalschutz (Listeneintrag). Die Kirche ist nicht zu verwechseln mit der wesentlich älteren, einen Kilometer weiter westlich stehenden Heilig-Geist-Kirche des Missionshauses St. Gabriel.

## Geschichte
1966 wurde eine Pfarrexpositur Südstadt im NEWAG-Verwaltungsgebäude (heute Energieversorgung Niederösterreich) errichtet. 1969–1970 wurde die Kirche nach den Plänen der Architekten Hannes Lintl und Gerhard Düh gebaut. Zur Pfarrkirche wurde die Kirche 1993. Seit 2014 ist sie nach der Zusammenlegung der Pfarren Maria Enzersdorf und Südstadt die Pfarrkirche für die gesamte Pfarre Maria Enzersdorf.

## Architektur
Die Kirche ist ein schlichter, kubischer Stahlbetonskelettbau mit eingeschoßigen Anbauten und einem niedrigen freistehenden Glockenturm. Der zentrale Gottesdienstraum wird über ein oben laufendes Fensterband belichtet. Vorbild für den Bau war der keltische Umgangstempel. Die rasterförmig rhythmisierten Fassaden zeigen Ortbeton und Leca-Betonplatten und schmale hoch angesetzte Fensterbänder.
Das Kircheninnere zeigt einen rechteckigen hohen Zentralraum.

## Ausstattung
Es gibt Batiken von Brigitte Hatz 1971.
Die bis 2016 verwendete Orgel war 1908 von dem namhaften slowakischen Orgelbauer Vincent Možný (auch magyarisiert: Vincze Mozsny, 1844–1919) für den Komponisten Franz Schmidt nach dessen Vorgaben gebaut worden, wurde abgebaut und befindet sich derzeit in der Obhut des Instituts für Orgel, Orgelforschung und Kirchenmusik der Universität für Musik und darstellende Kunst Wien. Sie ist in Erwartung einer Restaurierung in einem Raum des Instituts in der Seilerstätte 26 gelagert. Die Pfarrkirche in Maria Enzersdorf begnügt sich seither mit einer Digitalorgel des niederländischen Herstellers Content.